# تیم انسون
مورتیمر (تیم) لوئیس انسون (Mortimer Louis Anson) (زادهٔ ۱۹۰۱، درگذشت ۱۶ اکتبر ۱۹۶۸) یکی از نخستین پروتئین شناسان بود. او برای پیشنهاد آنکه فرایند تاشدگی پروتئین یک واکنش دو مرحله ای برگشت‌پذیر است شناخته می‌شود. همچنین او مؤسس و ویراستار نشریهٔ پیشرفت‌ها در شیمی پروتئین است.
انسون برای مبارزه با تغذیهٔ ضعیف انسان‌ها یک شغل موفق در دانشگاه راکفلر را رها کرد تا در زمینهٔ بیوشیمی و روش‌های ژنتیکی بهبود مواد مغذی خوراکی‌ها پژوهش کند.
انسون در سال ۱۹۶۸ در اثر حملهٔ قلبی از دنیا رفت او از دوستان نزدیک بلا بارتوک بود.